# 여배우 (영화)
여배우(The Actress)는 미국에서 제작된 조지 큐커 감독의 1953년 코미디, 드라마 영화이다. 스펜서 트레이시 등이 주연으로 출연하였고 로런스 와인가튼 등이 제작에 참여하였다. 루스 고든의 자전 희곡에 바탕을 두었다.
스펜서 트레이시가 골든 글로브상 남우주연상을 타고 영국 영화 텔레비전 예술 아카데미 외국인 남우주연상 후보에 올랐다. 진 시먼스는 전미 비평가 위원회 여우주연상을 받았다. 루스 고든이 제6회 미국 작가 조합상 최우수 코미디 후보에 올랐다. 앤서니 퍼킨스의 장편영화 데뷔작이다.

## 줄거리
1913년 매사추세츠주 울러스턴(Wollaston)에 사는 고등학생 루스 고든은 연극 "The Pink Lady"에 나온 헤이즐 돈(Hazel Dawn, 1890 - 1988)을 보고 배우가 되기로 결심한다. 딸이 체육교사가 되길 바래왔던 아버지 클린턴은 루스의 뉴욕 상경 자금을 위해 보물처럼 아끼던 망원경을 판다. 루스는 아버지의 지지 속에 하버드 대학생 프레드의 청혼도 거절하고 뉴욕으로 향한다. 영화는 이후 루스 고든이 실제로 성공한 모습은 보여주지 않는다.

## 출연

### 주연
- 스펜서 트레이시 - 클린턴 존스 역
- 진 시먼스 - 루스 고든 존스 역

### 조연
- 테리사 라이트 - 애니 존스 역
- 앤서니 퍼킨스 - 프레드 위트마시 역
- 이언 울프
- 케이 윌리엄스 - 헤이즐 돈 역
- 메리 윅스
- 노마 진 닐슨
- 돈 벤더
- 재키 쿠건

## 제작진
- 의상: 월터 플렁킷